# Gleitführung

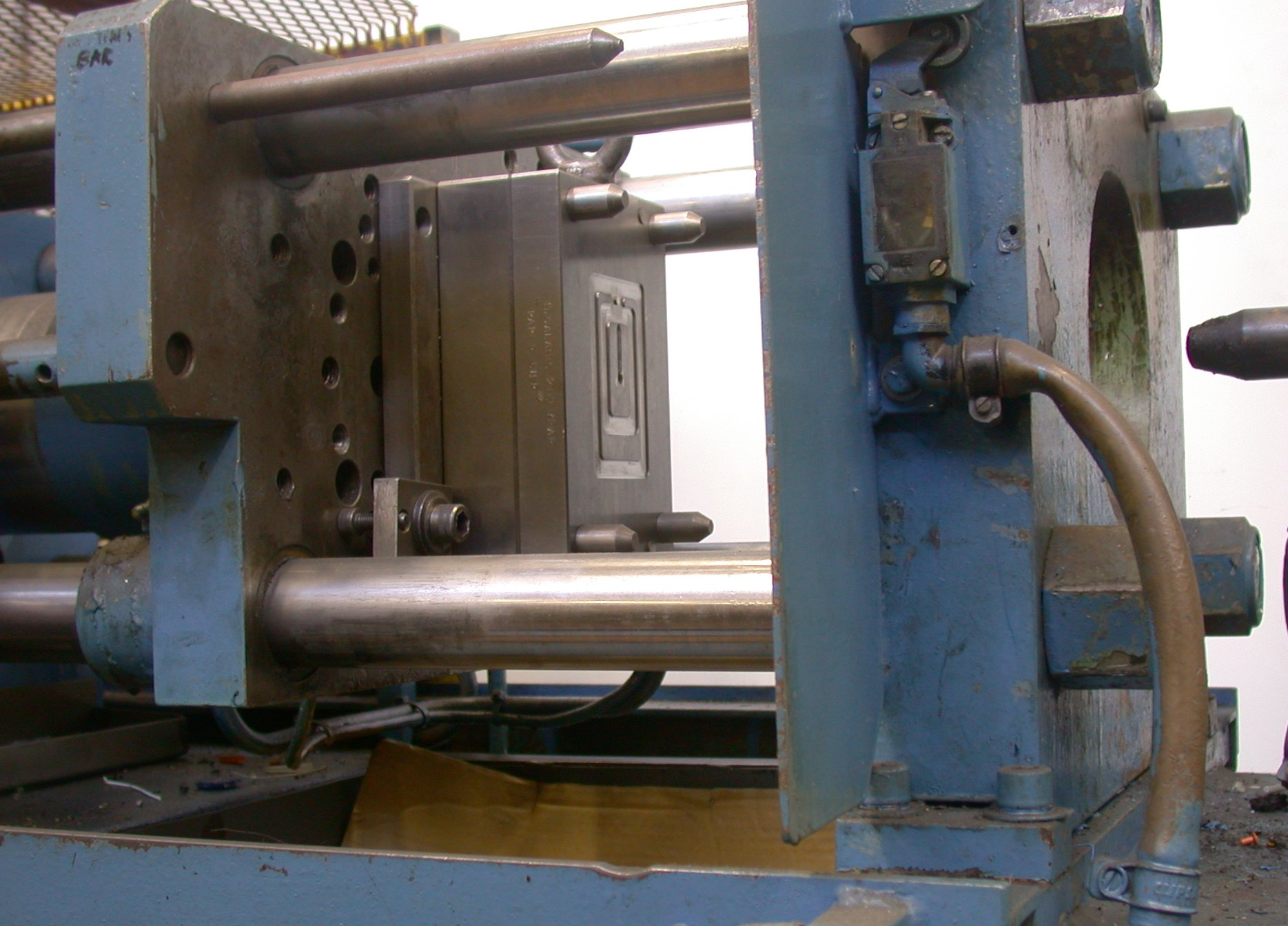
Gleitführung des Spritzgießwerkzeugs einer Spritzgießmaschine

Eine Gleitführung ist ganz allgemein eine Linearführung, bei der die verschiedenen Führungselemente nicht durch Wälzkörper getrennt werden. Sie setzen sich aus einem Schlittenkörper, Gleitelementen und Führungsschienen zusammen, wobei der Schlittenkörper die Gleitelemente hält, die auf den Führungsschienen gleiten. Sie ermöglichen durch die reduzierte Reibung zwischen bewegtem Gegenstand und Gehäuse eine präzise Führung von Werkstücken oder anderen Komponenten. Lineargleitführungen werden überwiegend im Maschinenbau, Fahrzeugbau und in der Holzbearbeitung eingesetzt.

## Bauformen
Es ist zwischen hydrodynamischen, hydrostatischen und aerostatischen Gleitführungen zu unterscheiden. Diese Gleitführungen besitzen sehr unterschiedliche Eigenschaften in Sachen Belastbarkeit, Reibung, Kosten, Dämpfung und Genauigkeit. Weiters wird je nach verwendeter Fläche Flach-, Dach, Prismen-, Schwalbenschwanz- und Säulenführungen sowie Kombinationen daraus unterschieden.
- hydrodynamische Führung: Bei der hydrodynamischen Gleitführung gleiten zwei Flächen, die geschmiert werden, aufeinander. Sie bestehen aus Grauguss, Stahl (gehärtet und ungehärtet) und Kunststoff, wobei die richtige Werkstoffpaarung von Bedeutung ist.[3] Der Druckaufbau zwischen Schlitten und Bett kommt durch die Relativbewegung der Führungselemente zueinander zustande.
- hydrostatische Führung: Die hydrostatischen Gleitführungen sind vor allem durch ihre große statische und dynamische Steifigkeit ausgezeichnet. Weiters wird der Druck zum Trennen der Gleitflächen außerhalb des Lagers durch Pumpen erzeugt und so auch die Durchflussmenge reguliert, wodurch die Ölspalthöhe in allen Betriebszuständen fast unverändert bleibt. Dabei ist eine permanente externe, unter Druck stehende, Ölversorgung zur Erzeugung des tragenden Schmierfilms notwendig.[4]
- aerostatische Führung: Aerostatische Gleitführungen zeichnen sich durch ihre Reibungsarmut, hohe Laufgenauigkeit, Laufruhe, Verschleißfreiheit sowie Sauberkeit im Betrieb aus. Die vorherrschende Reibungsart ist dabei Flüssigkeitsreibung, der Druckaufbau an der Kontaktstelle zwischen Bett und Schlitten erfolgt hier allein durch die Relativbewegung der Führungselemente zueinander (siehe Luftlager).[4]

Zu den Gleitführungen zählen unter anderem auch:
- Lineargleitlager (siehe auch: Gleitlager)
- Schwalbenschwanzführungen (nach Form der Schwalbenschwanzverbindung)[5]
- Schienenführungen mit Gleitbelag, auch Gleitschienenführungen genannt

Transformation der Rotation zur Translation (Kurbelschleife)
Der Schwalbenschwanz verhindert das Ausheben
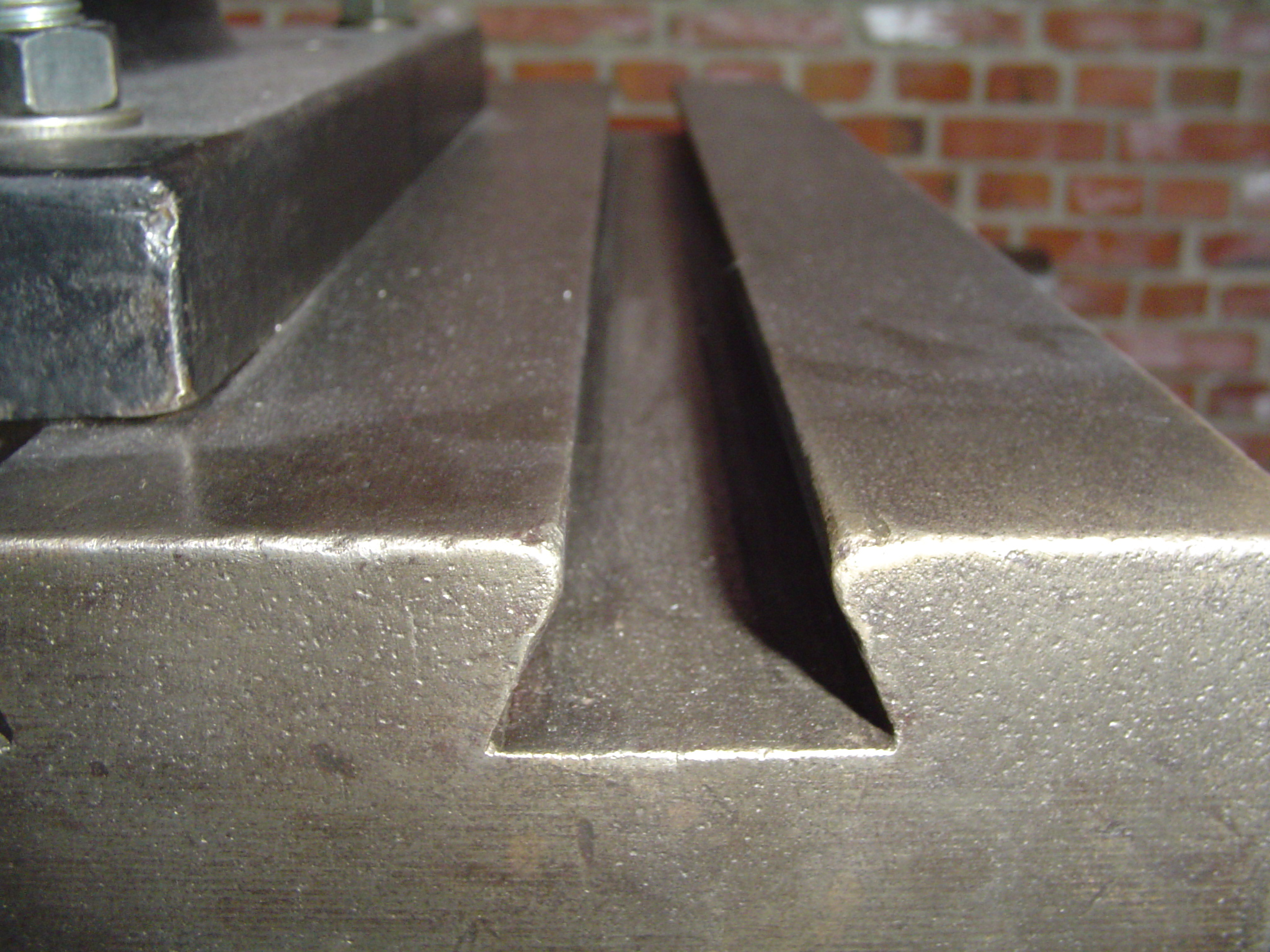
Schwalbenschwanzführung an einer Werkzeugmaschine

## Schmierung

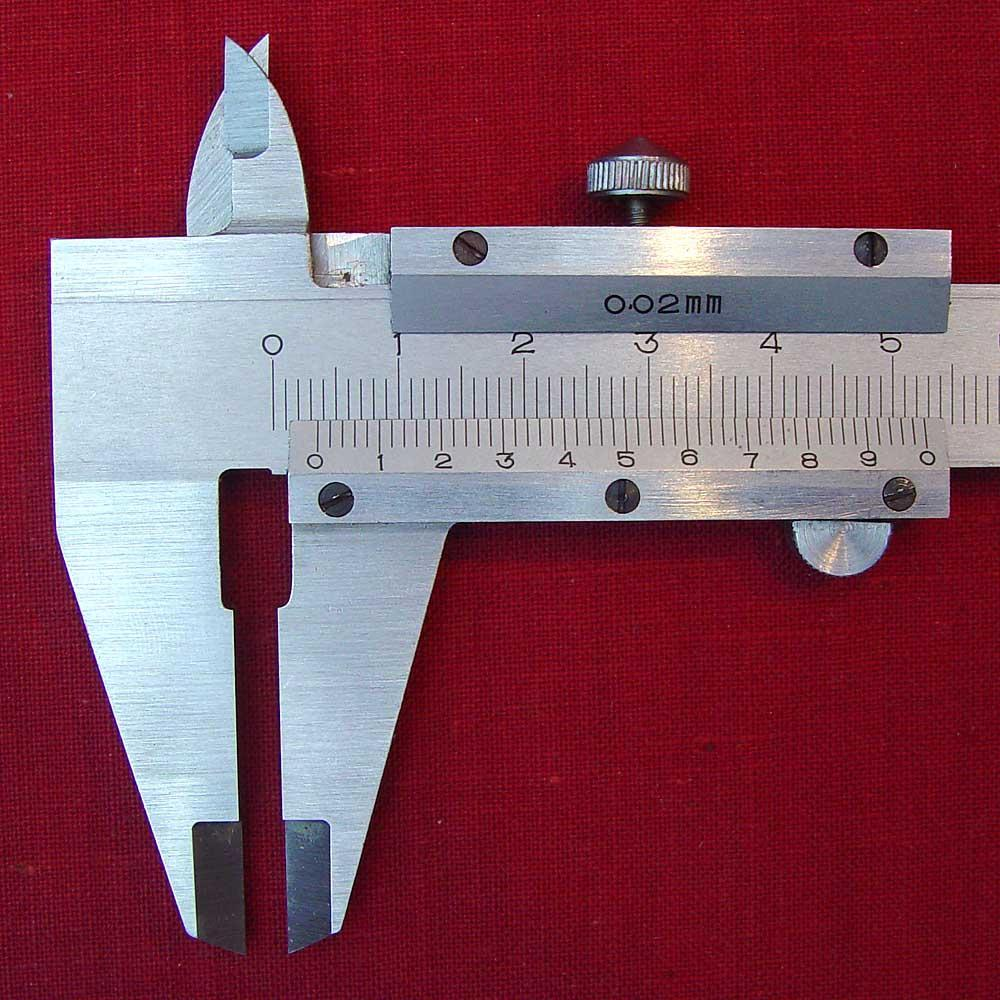
Messschieber

Während die passgenau geschliffene Gleitführung eines Messschiebers von Zeit zu Zeit von Hand mit einem Tropfen Öl nachgeschmiert werden kann, ist für die meisten Gleitführungen im Maschinenbau eine aufwendigere Schmierung erforderlich. Dabei ist zu beachten, dass je nach Material der Gleitführung ein anderer Schmierstoff notwendig ist (meist Fett oder Öl).
Deshalb können Gleitführungen zur Reduktion der Reibung beispielsweise mit speziellen Kunststoff-Gleitbelägen ausgeführt werden, bei denen in den Poren des Kunststoffes u. U. ein spezieller Schmierstoff eingelagert werden kann, der dann während der Bewegung nach und nach an das Führungssystem abgegeben wird. Eine andere Methode ist die Verwendung von Grafit, wobei die Gleitführung in ein Ölbad getaucht wird.
Eine besondere Bauweise stellt die hydrostatische und aerostatische Gleitführung (Zentralschmierung) dar. Pumpen pressen dabei Öl bzw. Luft mit einem konstanten Volumenstrom zwischen Führung und Schlitten, wodurch der Abstand auch bei Belastung überall gleich bleibt.
Bei hydrodynamisch geschmierten Führungen entsteht der Schmierfilm durch die Drehbewegung der Welle. Dabei kann allerdings der Schmierfilm abreißen und Mischreibung auftreten, die ein Ruckgleiten zur Folge haben kann. 